# Alpha Epsilon Phi
Alpha Epsilon Phi (AEΦ) és una fraternitat d'estudiants femenina. AEΦ és membre de la Conferència Nacional Panhel·lènica. AEΦ, es va fundar el dia 24 d'octubre de 1909 en el col·legi Barnard, a Morningside Heights, a la ciutat de Nova York per set dones jueves, Helen Phillips Lipman, Ida Beck Carlin, Rose Gerstein Smolin, Augustina "Tina" Hess Solomon, Lee Reiss Libert, Rose Salmowitz Marvin, i Stella Strauss Sinsheimer. La missió de la sororitat Alpha Epsilon Phi és inspirar i recolzar a joves dones, dedicades a l'amistat i amb un compromís de per vida amb la fraternitat Alpha Epsilon Phi. És una sororitat nacional, i això vol dir que té diversos capítols repartits a través dels Estats Units. Malgrat haver estat històricament una sororitat jueva, no és una organització religiosa. AEΦ, dona la benvinguda a dones de tota raça i religió, sempre que respectin i apreciïn la fe i la identitat jueva, i que se sentin còmodes en un entorn jueu, i estiguin disposades a comprometre's amb la fraternitat. La mascota de la fraternitat es una girafa. AEΦ col·labora amb dos projectes filantròpics: la ONG contra el càncer Sharsheret i la Fundació Elizabeth Glaser Pediatric AIDS.